# Арсен Венгер
Арсен Шарл Ернест Венгер (фр. Arsène Charles Ernest Wenger; Стразбур, 22. октобар 1949) француски је фудбалски тренер и бивши фудбалер. Био је тренер фудбалског клуба Арсенал од 1996. до 2018. године. Сматра се да је један од највећих тренера свог времена, који обично бира младе, талентоване играче са којима усавршава офанзивну и колективну игру.

## Детињство и младост
Син је Алфонса и Луизе Венгер, одрастао је са сестром и старијим братом у малом алзашком селу Даленхајм. У ресторану његових родитеља („Код Златног крста“) обично се састајала екипа ФК Дитленем па је ту и заволео фудбал. Потом је играо као аматер на позицији голмана и као одбрамбени играч.

## Играчка каријера
Почиње као играч ФК Муциг, као задњи централни. Са 24 године још није постао професионалац. Придружује се затим ФК Милуз који прелази у другу дивизију. Потом се придружује ФК Вобан у Стразбуру у Националној лиги (аматерска лига, одмах после Лиге 2).
Напокон стиже у Прву дивизију са ФК Стразбуром када је имао 29 година. Са њима се бори за Лигу шампиона и освајају шампионат Француске 1979. године. Одиграће само 12 утакмица у 3 сезоне у свим такмичењима заједно.
Са 32 године завршава каријеру да би се посветио свом правом позиву, позиву тренера.

## Тренерска каријера

### Нанси и Монако
Добија лиценцу у Паризу, те га 1981. године ФК Стразбур позива да преузме управу њиховог центра за обуку. Ту остаје до 1983. год., пре него што ће постати помоћни тренер у Кану од 1983. до 1984. Први пут добија место главног тренера у ФК Нанси, где, мењајући Ерва Колоа који је дао оставку, остаје до 1986.
Године 1987, постаје тренер Монака и осваја први шампионат Француске. 1991. осваја и Куп Француске. Венгер такође одбија понуде Бајерн Минхена и француске репрезентације. Жалиће за тим, јер је 1994. отпуштен након лошег почетка сезоне.

### Нагоја
Године 1994, Венгер потписује уговор са јапанским клубом Нагоја грампус ејт. Напушта Француску и сели се у Јапан. Када је стигао, Нагоја је била у проблемима, али он успева да поправи резултате. Остаје 18 месеци у Јапану, освајајући куп Јапана и завршавајући сезону на другом месту своје прве године у Нагоји.

### Арсенал
Када је тренер Арсенала Брус Риох отпуштен у августу 1996, кренуле су гласине ко ће бити нови шеф клуба. 28. септембра 1996, Арсенал нуди Венгеру уговор, а 1. октобра 1996. он и званично ступа на функцију и постаје први странац на том положају. Венгер је потпуно непознат у Енглеској, а енглеске новине „Лондон Евенинг Стандард“ у једном свом броју то подвлачи насловом „Arsène Whо?“.
Арсенал, прве године са Венгером на челу, завршава сезону на трећем месту. 1998. године клуб осваја дуплу круну а Венгер постаје први ванострвски тренер ком је тако нешто пошло за руком.
Следеће сезоне су обележили неуспеси. Венгер се одлучује да купи нове играче. Најважнији трансфери били су куповина Сола Кембела, Фредрика Јунгберга, Робера Пиреса и Тијерија Анрија, који током следећих година постају најбољи играчи у историји Арсенала. Они воде клуб до нових тријумфа. Током сезоне 2001/2002, Арсенал по други пут са Венгером узима дуплу круну.
После Венгерове седме године на Острву, Арсенал осваја шампионат Енглеске оставши непобеђен током читаве сезоне, што је само једном пре њега успело Нотингему форесту. С друге стране тај подхват је успео у сезони са само 22 утакмице, док је сада Арсенал остао непобеђен у 49 мечева у шампионату. (Читава сезона 2003/2004 и један дио сезоне 2004/2005 пре пораза 2-0 против Манчестер јунајтеда у 50. мечу).
Године 2006, Дејвид Дејн, заменик председника Арсенала, нуди Венгеру доживотни уговор, рекавши да ће се Венгеру понудити место у администрацији када заврши тренерску каријеру. Међутим, оставка Дејвида Дејна 2007. је покренула гласине о одласку Венгера из клуба због јаке везаности ова два човека, али је Алзашанин коначно продужио уговор са Арсеналом до 2011.
Дана 31. октобра 2009. освојио је 1000. бод у Премијер лиги са екипом Арсенала.
Дана 27. маја 2017. је постао рекордер по броју освојених ФА купова победивши у финалу Челси резултатом 2:1.
Арсен Венгер је такође и сарадник званичног часописа Арсенала (Арсенал Оффициал Магазине) где даје мишљење о форми своје екипе.
Тренутно је једнини тренер који је изгубио три финала купова Европе у три различита такмичења: 1992. Куп купова са Монаком, УЕФА куп 2000. и Лигу шампиона 2006. са Арсеналом.

## Политика трансфера
Његова политика се темељи на куповини младих, непознатих талената за неку разумну суму новца, а затим на њихово преобраћање у фудбалске звезде. Држи се те политике, јер више воли да он сам образује талентоване играче, него да троши милионе купујући већ познате. Приметно је такође да је скоро половина Арсеналових играча из Француске или долази из франкофоних земаља.

## Фудбалска филозофија
Иако је као играч Венгер имао врло дефанзивну тактику, као тренер је прилично офанзиван, који нарочито форсира кратке и брзе пасове

## Приватни живот
Дискретан је по питању свог приватног живота. Живи у Лондону са женом Ани Бростерхаус (бившом кошаркашицом) и кћерком Леом, рођеном 1997. Има диплому електротехничког факултета и мастер из економије који је одбранио на Факултету економских наука и пословања Универзитета у Стразбуру. Полиглота је, поред матерњег француског, говори немачки, енглески, шпански и италијански. Служи се и јапанским.
Од 2007. постоји астероид који носи Венгерово име: 33179 Arsènewenger. Астроном Јан П. Грифин га је назвао по тренеру свог омиљеног клуба.

## Спортски консултант
Као спортски консултант на ТФ1, Венгер коментарише мечеве француске фудбалске репрезентације заједно са Кристијаном Жанпјером и Бисентом Лизеразуом. Послат је у Јужну Африку за вријеме Светског првенства 2010., да подржи последњу двојицу у својству консултанта.

## Трофеји (као играч)
Стразбур
- Прва лига Француске (1) : 1978/79.

## Трофеји (као тренер)
Монако
- Прва лига Француске (1) : 1987/88.
- Куп Француске (1) : 1990/91.

Нагоја
- Царев куп (1) : 1995.
- Суперкуп Јапана (1) : 1996.

Арсенал
- Премијер лига (3) : 1997/98, 2001/02, 2003/04.
- ФА куп (7–рекорд) : 1997/98, 2001/02, 2002/03, 2004/05, 2013/14, 2014/15, 2016/17.
- ФА Комјунити шилд (7) : 1998, 1999, 2002, 2004, 2014, 2015, 2017.
- УЕФА Лига шампиона : финале 2005/06.
- Куп УЕФА : финале 1999/00.

Индивидуални
- Лауреус награда за животно дело : 2019.